# Ligne 1 du S-Bahn de Berlin
Pour les articles homonymes, voir S1.
La ligne 1 du S-Bahn de Berlin (S-Bahnlinie 1 ou S1) est une des 15 lignes du réseau S-Bahn de Berlin. D'une longueur de 51,9 kilomètres et desservant 35 gares, elle assure avec la ligne 2 et la ligne 25 les liaisons nord ↔ sud de la capitale allemande. Son terminus nord se situe à la Gare d'Oranienbourg en Brandebourg et celui du sud à la Gare de Berlin Wannsee (elle se poursuivait auparavant jusqu'à la gare centrale de Potsdam).

## Historique
La ligne de S-Bahn emprunte plusieurs lignes ferroviaires : 
- une portion de la ligne de Berlin à Stralsund ouverte le 10 juillet 1877 et électrifiée en 1925.
- une courte section de la ligne de Berlin à Szczecin, ouverte le 1er août 1842 et électrifiée en 1924,
- le Tunnel Nord-Sud, ouvert le 28 mai 1936 entre Humboldthain et Unter den Linden et reliée le 9 octobre 1939 avec la ligne Wannsee
- une portion de la ligne du Wannsee, ouverte le 1er juin 1874 entre Zehlendorf et Wannsee, raccordée à la gare berlinoise de Potsdam le 1er octobre 1891 et électrifiée le 15 mai 1933.

## Les gares
En partant de l'extrémité nord de la ligne 1 (Les gares en gras servent de départ ou de terminus à certaines missions) : 
| PK   |  |   |  | Gare                                   | Zone tarifaire | Quartier berlinois/ Commune brandebourgeoise | Correspondances, | Ligne ferroviaire |
| ---- |  | - |  | -------------------------------------- | -------------- | -------------------------------------------- | ---------------- | ----------------- |
| 0,0  |  | o |  | Oranienbourg (Oranienburg)             | C              | Oranienbourg                                 |                  | Berlin-Stralsund  |
| 1,7  |  | • |  | Lehnitz                                | C              | Oranienbourg                                 |                  | Berlin-Stralsund  |
| 4,7  |  | • |  | Borgsdorf                              | C              | Hohen Neuendorf                              |                  | Berlin-Stralsund  |
| 7,8  |  | o |  | Birkenwerder                           | C              | Birkenwerder                                 |                  | Berlin-Stralsund  |
| 10,0 |  | o |  | Hohen Neuendorf                        | C              | Hohen Neuendorf                              |                  | Berlin-Stralsund  |
| 14,2 |  | • |  | Frohnau                                | B              | Frohnau                                      |                  | Berlin-Stralsund  |
| 16,2 |  | • |  | Hermsdorf                              | B              | Hermsdorf                                    |                  | Berlin-Stralsund  |
| 17,8 |  | o |  | Waidmannslust                          | B              | Waidmannslust                                |                  | Berlin-Stralsund  |
| 19,2 |  | o |  | Wittenau Wilhelmsruher Damm            | B              | Wittenau                                     |                  | Berlin-Stralsund  |
| 21,7 |  | o |  | Wilhelmsruh                            | B              | Wilhelmsruh                                  |                  | Berlin-Stralsund  |
| 23,4 |  | o |  | Schönholz                              | B              | Reinickendorf                                |                  | Berlin-Stralsund  |
| 24,4 |  | o |  | Wollankstraße                          | B              | Pankow                                       |                  | Berlin-Stralsund  |
| 25,7 |  | o |  | Bornholmer Straße                      | B              | Prenzlauer Berg                              |                  | Berlin-Szczecin   |
| 26,8 |  | o |  | Gesundbrunnen                          | A              | Gesundbrunnen                                |                  | Berlin-Szczecin   |
| 27,6 |  | o |  | Humboldthain                           | A              | Prenzlauer Berg                              |                  | Berlin-Szczecin   |
| 28,6 |  | o |  | Gare du Nord (Nordbahnhof)             | A              | Mitte                                        |                  | Tunnel Nord-Sud   |
| 29,9 |  | o |  | Oranienburger Straße                   | A              | Mitte                                        |                  | Tunnel Nord-Sud   |
| 30,6 |  | o |  | Friedrichstraße                        | A              | Mitte                                        |                  | Tunnel Nord-Sud   |
| 31,3 |  | o |  | Brandenburger Tor                      | A              | Mitte                                        |                  | Tunnel Nord-Sud   |
| 32,3 |  | o |  | Potsdamer Platz                        | A              | Tiergarten                                   |                  | Tunnel Nord-Sud   |
| 33,1 |  | o |  | Gare d'Anhalt (Anhalter Bahnhof)       | A              | Kreuzberg                                    |                  | Tunnel Nord-Sud   |
| 34,7 |  | o |  | Yorckstraße Großgörschenstraße         | A              | Schöneberg                                   |                  | Wannsee           |
| 35,4 |  | • |  | Julius-Leber-Brücke                    | A              | Schöneberg                                   |                  | Wannsee           |
| 36,5 |  | o |  | Schöneberg                             | A              | Schöneberg                                   |                  | Wannsee           |
| 37,7 |  | • |  | Friedenau                              | B              | Friedenau                                    |                  | Wannsee           |
| 38;7 |  | • |  | Feuerbachstraße                        | B              | Steglitz                                     |                  | Wannsee           |
| 39,8 |  | o |  | Rathaus Steglitz (de)                  | B              | Steglitz                                     |                  | Wannsee           |
| 41,1 |  | • |  | Botanischer Garten                     | B              | Lichterfelde                                 |                  | Wannsee           |
| 42,2 |  | • |  | Lichterfelde-Ouest (Lichterfelde West) | B              | Lichterfelde                                 |                  | Wannsee           |
| 43,8 |  | • |  | Sundgauer Straße                       | B              | Zehlendorf                                   |                  | Wannsee           |
| 45,0 |  | • |  | Zehlendorf                             | B              | Zehlendorf                                   |                  | Wannsee           |
| 46,9 |  | • |  | Mexikoplatz                            | B              | Zehlendorf                                   |                  | Wannsee           |
| 48,3 |  | • |  | Schlachtensee                          | B              | Nikolassee                                   |                  | Wannsee           |
| 50,0 |  | o |  | Nikolassee                             | B              | Mitte                                        |                  | Wannsee           |
| 51,6 |  | o |  | Wannsee                                | B              | Wannsee                                      |                  | Wannsee           |

## Cadence horaire
| Tronçon                    | Rame         | Cadence horaire (min)                                 | Nombre d'arrêts | Longueur du parcours (km) | Temps de parcours (min) |
| -------------------------- | ------------ | ----------------------------------------------------- | --------------- | ------------------------- | ----------------------- |
| Oranienburg-Wannsee        | P (Paula)    | 20                                                    | 35              | 51,9                      | 79                      |
| Frohnau-Wannsee            | PI (Panther) | 10                                                    | 30              | 37,7                      | 61                      |
| Potsdamer Platz-Zehlendorf | PII (Pastor) | Seulement en période normale Pas pendant les vacances | 12              | 12,7                      | 21                      |